# Santo André (Paraíba)
Santo André (IPA: [sɐ̃twɐ̃ˈdɾɛ]) is een gemeente in de Braziliaanse deelstaat Paraíba. De gemeente telt 2.707 inwoners (schatting 2009).